# Sing, Baby, Sing
Sing, Baby, Sing (no Brasil, Novos Ecos da Broadway) é um filme musical dirigido por Sidney Lanfield e protagonizado por Adolphe Menjou e Alice Faye.

## Sinopse
O agente (Gregory Ratoff) da cantora Joan Warren (Alice Faye) a põe em situações designadas a alavancar sua carreira.

## Elenco
- Alice Faye - Joan Warren
- Adolph Menjou - Bruce Farraday
- Gregory Ratoff - Nicholas K. Alexander
- Ted Healy - Al Craven
- Patsy Kelly - Fitz

## Prêmios e indicações
Academy Awards (EUA) (1937)
- Recebeu uma indicação na categoria "Melhor Canção Original" ("When Did You Leave Heaven")